# Bulbophyllum rhodoglossum
Bulbophyllum rhodoglossum är en orkidéart som beskrevs av Rudolf Schlechter. Bulbophyllum rhodoglossum ingår i släktet Bulbophyllum och familjen orkidéer. Inga underarter finns listade i Catalogue of Life.